# (500427) 2012 TD144
(500427) 2012 TD144 es un asteroide perteneciente al cinturón de asteroides, descubierto el 29 de diciembre de 2008 por el equipo del Spacewatch desde el Observatorio Nacional de Kitt Peak, Arizona, Estados Unidos.

## Designación y nombre
Designado provisionalmente como 2012 TD144.

## Características orbitales
2012 TD144 está situado a una distancia media del Sol de 2,928 ua, pudiendo alejarse hasta 3,130 ua y acercarse hasta 2,725 ua. Su excentricidad es 0,069 y la inclinación orbital 2,900 grados. Emplea 1830,16 días en completar una órbita alrededor del Sol.

## Características físicas
La magnitud absoluta de 2012 TD144 es 17,2.